# Comitatul Essex, Massachusetts
Comitatul Essex, Massachusetts este unul din cele paisprezece comitate ale statului Massachusetts al Statelor Unite ale Americii. Comitatul este situat în partea nord-estică a statului, având două sedii, orașele Salem și Lawrence6. Conform recensământului din anul 2000, efectuat de United States Census Bureau, populația comitatului era de 723.419 de locuitori.

## Demografie
|  | Graficele sunt indisponibile din cauza unor probleme tehnice. Mai multe informații se găsesc la Phabricator și la wiki-ul MediaWiki. |

Date: Wikidata - grafică realizată de Wikipedia